# Hørsholm
Hørsholm è un centro abitato danese situato nella regione di Hovedstaden nel comune omonimo di cui è capoluogo.
La cittadina è situata circa 20 km a nord di Copenaghen e di fatto fa parte dell'area urbana della capitale, collocata nella striscia compres fra l'autostrada diretta ad Helsingør e l'Øresund è unita a nord al centro abitato di Kokkedal nel comune di Fredensborg.
Hørsholm non ha un vero centro storico perché si è costituita dall'unione di quattro località, una di queste si è sviluppata intorno al castello di Hørsholm edificato su due isole e demolito nel 1810, sull'area centrale dell'ex-castello fu poi edificata la neoclassica Hørsholm Kirke su progetto di Christian Frederik Hansen.